# Scream Tracker
Scream Tracker és un  tracker (seqüenciador multipista i sampler). Va ser creat per Psi (Sami Tammilehto) del grup demoscene finlandès Future Crew (FC) va ser programat en C i en Llenguatge assemblador. La primera versió popular de Scream Tracker va ser la 2.2, publicada el 1990. Versions anteriors a la 3.0 usaven el format i extensió d'arxiu STM (Scream Tracker Module), després aquest canviar al format S3M (ScreamTracker 3 Module). L'última versió de Scream Tracker va ser la 3.21 publicada el 1994. Va ser el precursor de el Scene tracker i la seva interfície va inspirar a molts trackers posteriors incloent-hi el famós Impulse Tracker
Scream Tracker  3.0 i versions posteriors suportaven l'ús de fins a 100 samples de 8 bits, 32 canals (16 PCM i 16 adlib / FM), 100 mostres i 256 posicions d'ordre per als mateixos.

## Exemples de so
- Tema "Happy Dance" inclòs en el joc "Flux (1999)" (.s3m)